# Institut des hautes études de Défense nationale
A Institut des hautes études de Défense nationale (IHEDN) é uma instituição académica pública francesa de investigação de defesa, educação e promoção do conhecimento e da sensibilização, fundada em 1936 pelo Almirante Raoul Castex. Era originalmente o Collège des hautes études de défense nationale e foi rebaptizado instituto em 1948. Sessões nas regiões (1954), sessões internacionais (1980), ciclos de inteligência económica (1995) e outros. seminários específicos foram acrescentados às sessões de formação nacionais originais. Em 1997, o Instituto tornou-se uma entidade administrativa pública sob a autoridade do Primeiro-Ministro.

## Famosos graduados
- Thierry Breton, empresário francês
- Solange Ghernaouti, professora da Universidade de Lausanne (UNIL)